# Grand Prix international de Dottignies 2015
La 14e édition du Grand Prix international de Dottignies a eu lieu le 6 avril 2015. La course fait partie du calendrier international féminin UCI 2015 en catégorie 1.2 et de la Lotto Cycling Cup pour Dames 2015. Elle est remportée par la Française Roxane Fournier.

## Récit de la course
La course se conclut au sprint.

## Classements

### Classement final
| \| Classement général \| Classement général \| Classement général \| Classement général \| Classement général \| \| Coureuse \| Coureuse \| Pays \| Équipe \| Temps \| \| ------------------ \| ------------------ \| ------------------ \| ------------------------------- \| ------------------ \| \| 1re \| Roxane Fournier \| France \| Poitou-Charentes.Futuroscope.86 \| 3 h 09 min 28 s \| \| 2e \| Chloe Hosking \| Australie \| Wiggle Honda \| + 0 s \| \| 3e \| Pascale Jeuland \| France \| Poitou-Charentes.Futuroscope.86 \| + 0 s \| \| 4e \| Lotta Lepistö \| Finlande \| Bigla \| + 0 s \| \| 5e \| Lotte Kopecky \| Belgique \| Topsport Vlaanderen-Pro-Duo \| + 0 s \| \| 6e \| Elena Cecchini \| Italie \| Lotto Soudal Ladies \| + 0 s \| \| 7e \| Aurore Verhoeven \| France \| Lointek \| + 0 s \| \| 8e \| Élise Delzenne \| France \| Velocio-SRAM \| + 0 s \| \| 9e \| Simona Frapporti \| Italie \| Alé Cipollini \| + 0 s \| \| 10e \| Kelly Markus \| Pays-Bas \| Team Rytger \| + 0 s \| |                  |           |                                 |                 |
| |                  |           |                                 |                 |
| Sources : ProCyclingStats Cycling Quotient |                  |           |                                 |                 |
| Classement général |                  |           |                                 |                 |
| Coureuse | Coureuse         | Pays      | Équipe                          | Temps           |
| 1re | Roxane Fournier  | France    | Poitou-Charentes.Futuroscope.86 | 3 h 09 min 28 s |
| 2e | Chloe Hosking    | Australie | Wiggle Honda                    | + 0 s           |
| 3e | Pascale Jeuland  | France    | Poitou-Charentes.Futuroscope.86 | + 0 s           |
| 4e | Lotta Lepistö    | Finlande  | Bigla                           | + 0 s           |
| 5e | Lotte Kopecky    | Belgique  | Topsport Vlaanderen-Pro-Duo     | + 0 s           |
| 6e | Elena Cecchini   | Italie    | Lotto Soudal Ladies             | + 0 s           |
| 7e | Aurore Verhoeven | France    | Lointek                         | + 0 s           |
| 8e | Élise Delzenne   | France    | Velocio-SRAM                    | + 0 s           |
| 9e | Simona Frapporti | Italie    | Alé Cipollini                   | + 0 s           |
| 10e | Kelly Markus     | Pays-Bas  | Team Rytger                     | + 0 s           |

### Points UCI
| Position,          | 1er | 2e | 3e | 4e | 5e | 6e | 7e | 8e | 9e | 10e |
| Classement général | 40  | 30 | 16 | 12 | 10 | 8  | 6  | 3  | 2  | 1   |